# سيتاك (واشنطن)
سيتاك (بالإنجليزية: SeaTac)‏ هي إحدى مدن ولاية واشنطن في الولايات المتحدة الأمريكية.

## التركيبة السكانية
حدّد مكتب تعداد الولايات المتحدة بيانات التركيبة السكانية لسيتاك في تعداد الولايات المتحدة. في ما يلي، التركيبة السكانية حسب تعدادي 2000 و2010.

### تعداد عام 2000
بلغ عدد سكان سيتاك 25,496 نسمة بحسب تعداد عام 2000، وبلغ عدد الأسر 9,708 أسرة وعدد العائلات 5,958 عائلة مقيمة في المدينة. في حين سجلت الكثافة السكانية 961.4 نسمة لكل كيلومتر مربع (2,490.0/ميل2). وبلغ عدد الوحدات السكنية 10,176 وحدة بمتوسط كثافة قدره 383.7 لكل كيلومتر مربع (993.8/ميل2).
وتوزع التركيب العرقي للمدينة بنسبة 62.86% من البيض و9.15% من الأمريكيين الأفارقة و1.50% من الأمريكيين الأصليين و11.07% من الأمريكيين ذوي الأصول الآسيوية و2.66% من سكان جزر المحيط الهادئ و6.41% من الأعراق الأخرى و6.35% من عرقين مختلطين أو أكثر و12.95% من الهسبانيون أو اللاتينيون من أي عرق.
بلغ عدد الأسر 9,708 أسرة كانت نسبة 33.9% منها لديها أطفال تحت سن الثامنة عشر تعيش معهم، وبلغت نسبة الأزواج القاطنين مع بعضهم البعض 42.8% من أصل المجموع الكلي للأسر، ونسبة 12.4% من الأسر كان لديها معيلات من الإناث دون وجود شريك، بينما كانت نسبة 6.1% من الأسر لديها معيلون من الذكور دون وجود شريكة وكانت نسبة 38.6% من غير العائلات. تألفت نسبة 30.2% من أصل جميع الأسر من عدة أفراد يعيشون في نفس المنزل ونسبة 6.8% كانت تتألف من شخص يعيش بمفرده يبلغ من العمر 65 عاماً أو أكثر. وبلغ متوسط حجم الأسرة المعيشية 2.53، أما متوسط حجم العائلات فبلغ 3.17.
بلغ العمر الوسطي للسكان 33.9 عاماً. وكانت نسبة 24.4% من القاطنين تحت سن الثامنة عشر، وكانت نسبة 9.6% بين الثامنة عشر والرابعة والعشرين عاماً، ونسبة 32.5% كانت واقعةً في الفئة العمرية ما بين الخامسة والعشرين والرابعة والأربعين عاماً، ونسبة 20.7% كانت ما بين الخامسة والأربعين والرابعة والستين، ونسبة 9.5% كانت ضمن فئة الخامسة والستين عاماً فما فوق. يوجد لكل 100 أنثى 105.8 ذكر، ويوجد لكل 100 أنثى في الثامنة عشر من عمرها فما فوق 105.4 ذكر.
بلغ متوسط دخل الأسرة في المدينة 40,234 دولارًا، أما متوسط دخل العائلة فبلغ 47,665 دولارًا. وكان متوسط دخل الذكور 34,173 دولارًا مقابل 28,657 دولارًا للإناث. وسجل دخل الفرد الخاص بالمدينة 19,864 دولارًا. وكانت نسبة 10.1% من العائلات ونسبة 12% من السكان تحت خط الفقر، وكان من هؤلاء نسبة 17.7% تحت سن الثامنة عشر ونسبة 7.6% في الخامسة والستين من العمر وما فوق.

### تعداد عام 2010
بلغ عدد سكان سيتاك 26,909 نسمة بحسب تعداد عام 2010، وبلغ عدد الأسر 9,533 أسرة وعدد العائلات 5,913 عائلة مقيمة في المدينة. في حين سجلت الكثافة السكانية 1,014.7 نسمة لكل كيلومتر مربع (2,628.1/ميل2). وبلغ عدد الوحدات السكنية 10,360 وحدة بمتوسط كثافة قدره 390.6 لكل كيلومتر مربع (1,011.6/ميل2).
وتوزع التركيب العرقي للمدينة بنسبة 45.94% من البيض و16.84% من الأمريكيين الأفارقة و1.48% من الأمريكيين الأصليين و14.53% من الأمريكيين ذوي الأصول الآسيوية و3.56% من سكان جزر المحيط الهادئ و11.64% من الأعراق الأخرى و6.01% من عرقين مختلطين أو أكثر و20.34% من الهسبانيون أو اللاتينيون من أي عرق.
بلغ عدد الأسر 9,533 أسرة كانت نسبة 33.2% منها لديها أطفال تحت سن الثامنة عشر تعيش معهم، وبلغت نسبة الأزواج القاطنين مع بعضهم البعض 40.6% من أصل المجموع الكلي للأسر، ونسبة 14% من الأسر كان لديها معيلات من الإناث دون وجود شريك، بينما كانت نسبة 7.4% من الأسر لديها معيلون من الذكور دون وجود شريكة وكانت نسبة 38% من غير العائلات. تألفت نسبة 28.8% من أصل جميع الأسر من عدة أفراد يعيشون في نفس المنزل ونسبة 7.5% كانت تتألف من شخص يعيش بمفرده يبلغ من العمر 65 عاماً أو أكثر. وبلغ متوسط حجم الأسرة المعيشية 2.72، أما متوسط حجم العائلات فبلغ 3.38.
بلغ العمر الوسطي للسكان 34.5 عاماً. وكانت نسبة 23.1% من القاطنين تحت سن الثامنة عشر، وكانت نسبة 10.2% بين الثامنة عشر والرابعة والعشرين عاماً، ونسبة 31.8% كانت واقعةً في الفئة العمرية ما بين الخامسة والعشرين والرابعة والأربعين عاماً، ونسبة 25.2% كانت ما بين الخامسة والأربعين والرابعة والستين، ونسبة 9.7% كانت ضمن فئة الخامسة والستين عاماً فما فوق. وتوزع التركيب الجنسي للسكان بنسبة 52.4% ذكور و47.6% إناث.